# Niwiska Krasocińskie
Niwiska Krasocińskie est une localité polonaise de la gmina de Krasocin, située dans le powiat de Włoszczowa en voïvodie de Sainte-Croix.